# 米科拉伊夫卡 (維索科皮利亞市鎮)
47°29′43″N 33°23′30″E / 47.49528°N 33.39167°E
米科拉伊夫卡（烏克蘭語：Миколаївка），是烏克蘭的村落，位於該國南部赫爾松州，由貝里斯拉夫區的維索科皮利亞市鎮負責管轄，始建於1824年，面積16.4平方公里，海拔高度42米，2001年人口456，人口密度每平方公里27.8人。